# Androtrichum giganteum
Androtrichum giganteum là một loài thực vật có hoa trong họ Cói. Loài này được (Kunth) H.Pfeiff. mô tả khoa học đầu tiên năm 1940.